# Unité urbaine de Pamiers
L'unité urbaine de Pamiers est une unité urbaine française centrée sur la ville de Pamiers, sous-préfecture du département de l'Ariège au cœur de la première agglomération urbaine du département.

## Données globales
Dans le zonage réalisé par l'Insee en 2010, l'unité urbaine était composée de dix communes, toutes situées dans l'arrondissement de Pamiers, subdivision administrative du département de l'Ariège.
Dans le nouveau zonage réalisé en 2020, elle est composée des dix mêmes communes, les communes de Crampagna, Loubières et Saint-Jean-de-Verges ayant été ajoutées au périmètre.
En 2022, avec 30 394 habitants, elle représente la 1re unité urbaine du département de l'Ariège et occupe le 17e rang dans la région Occitanie.
En 2021, sa densité de population s'élève à 257 hab/km2. Par sa superficie, elle représente 2,4 % du territoire départemental mais, par sa population, elle regroupe 19,55 % de la population du département de l'Ariège.

## Composition 2020 de l'unité urbaine
Elle est composée des dix communes suivantes :
| Nom                    | Code Insee | Département | Statut       | Superficie (km2) | Population (dernière pop. légale) | Densité (hab./km2) | Modifier                                    |
| ---------------------- | ---------- | ----------- | ------------ | ---------------- | --------------------------------- | ------------------ | ------------------------------------------- |
| Pamiers (ville-centre) | 09225      | Ariège      | ville-centre | 45,85            | 16 512 (2022)                     | 360                | modifier les données · modifier les données |
| Benagues               | 09050      | Ariège      | banlieue     | 3,01             | 502 (2022)                        | 167                | modifier les données · modifier les données |
| Crampagna              | 09103      | Ariège      | banlieue     | 10,02            | 952 (2022)                        | 95                 | modifier les données · modifier les données |
| Dalou                  | 09104      | Ariège      | banlieue     | 7,66             | 784 (2022)                        | 102                | modifier les données · modifier les données |
| Loubières              | 09174      | Ariège      | banlieue     | 2,90             | 359 (2022)                        | 124                | modifier les données · modifier les données |
| Rieux-de-Pelleport     | 09245      | Ariège      | banlieue     | 8,16             | 1 261 (2022)                      | 155                | modifier les données · modifier les données |
| Saint-Jean-de-Verges   | 09264      | Ariège      | banlieue     | 12,73            | 1 288 (2022)                      | 101                | modifier les données · modifier les données |
| Saint-Jean-du-Falga    | 09265      | Ariège      | banlieue     | 4,03             | 2 864 (2022)                      | 711                | modifier les données · modifier les données |
| Varilhes               | 09324      | Ariège      | banlieue     | 11,76            | 3 491 (2022)                      | 297                | modifier les données · modifier les données |
| Verniolle              | 09332      | Ariège      | banlieue     | 11,26            | 2 381 (2022)                      | 211                | modifier les données · modifier les données |

## Évolution démographique
L'évolution démographique ci-dessous concerne l'unité urbaine selon le périmètre défini en 2020.
| 1968   | 1975   | 1982   | 1990   | 1999   | 2010   | 2015   | 2021   | 2022   |
| ------ | ------ | ------ | ------ | ------ | ------ | ------ | ------ | ------ |
| 20 421 | 21 405 | 21 270 | 22 299 | 23 833 | 27 950 | 28 796 | 30 222 | 30 394 |